# 劇裝設計

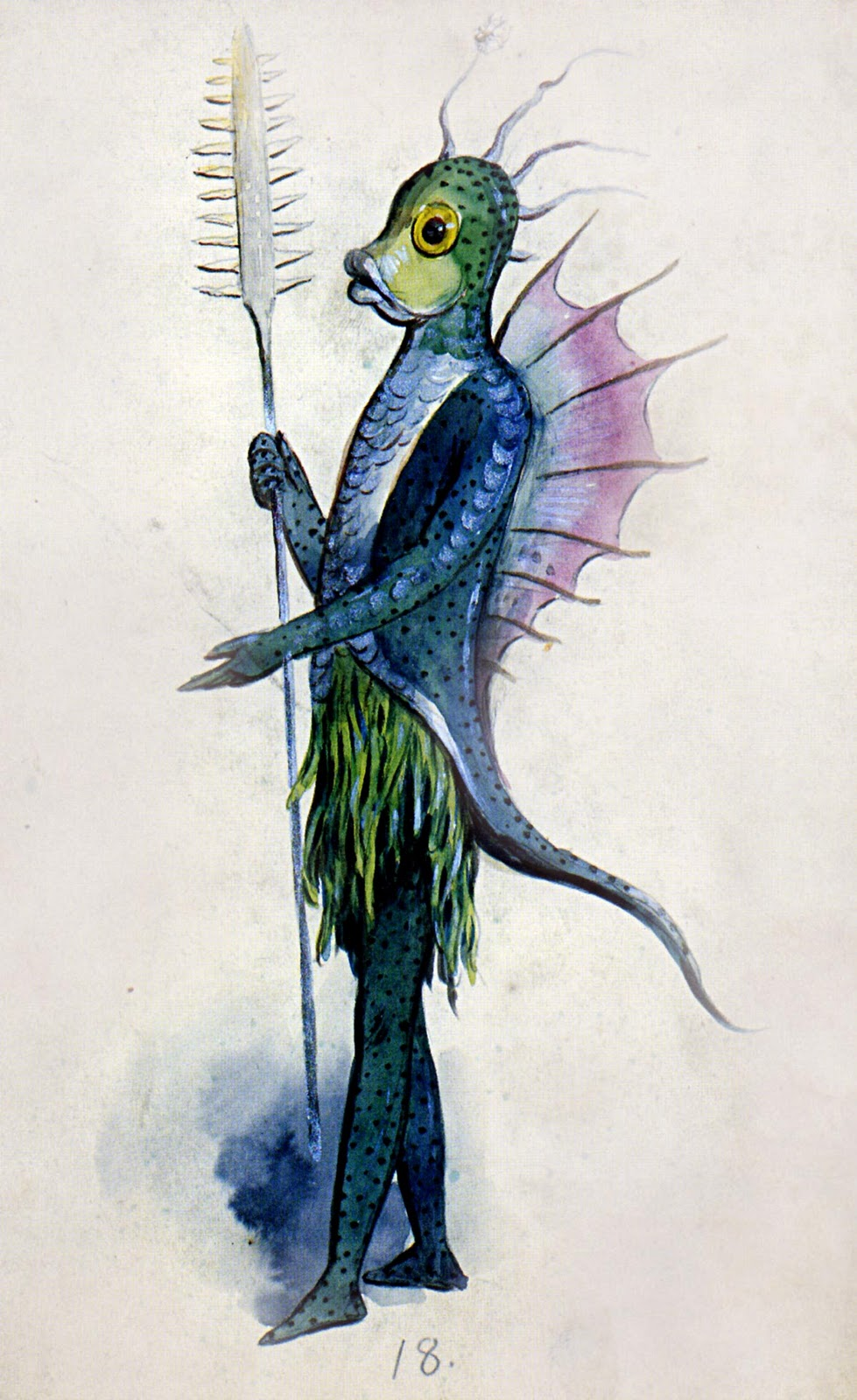
1909年的Bror Anders Wikstrom的劇裝設計稿，屬於幻想類，可明顯看出該角色是一位魚人。

劇裝設計（Costume Design），細稱為戲劇服裝與化妝設計。經常被就字面來不完整地翻譯做服裝設計，事實上，以西方戲劇的定義和廣義操作內容來評斷，劇裝設計師主要的任務還是在於配合戲劇內容進行服裝安排，更換與整體的搭配。因此並非單純的服裝設計。此設計領域與各種表演藝術高度相關，從電影，舞台劇，歌劇到電視，即興演出等，都有需要劇裝設計師的可能性。
劇裝設計通常涉及了概念研究，包括戲劇史，導演理念，燈光與舞台配合等細節的確認，並實際重新設計需要的穿戴物品，基本的從內裝，外裝，帽，髮，鞋，飾品等，都需安排，額外的則有假髮，面具，特效化妝，配合演出者或演出內容特製的道具等。以知名的百老匯音樂劇《貓》為例，需要打造全身動物裝，還要讓演員可以活動自如，這些都需要設計者有絕妙的設計巧思與藝術展現。1983年東尼獎最佳劇裝設計，就因此頒給了該劇劇裝設計師約翰·納皮爾（John Napier）。
雖然此設計領域範圍甚廣，但基本上可分為下列四大類。
1. 歷史類劇裝設計，有時也稱為古裝類劇裝設計，此領域的劇裝設計師需要對各行各業歷史有深入的了解。
2. 幻想類劇裝設計，主要會配合導演的劇情設計，此領域的劇裝設計師需要大量的想像力和隱喻的能力。2012年較知名的幻想類劇裝設計，是由奧斯卡最佳劇裝設計獎得主石岡瑛子過世前設計的精華傑作：電影《白雪公主之魔镜魔镜》打造的精美禮服[5]。3分鐘影片看知名劇裝設計師石岡瑛子講解該電影劇服的設計理念和過程 （页面存档备份，存于）
3. 舞蹈類劇裝設計，因應舞蹈演員的大肢體動作，劇裝以高活動性，輕巧為主。且多數會製作兩套以上，以便清洗與替換。
4. 現代類劇裝設計，此領域的劇裝設計師，雖取得現代衣服極其方便，但有時會基於商業考量，與服裝品牌結合置入性行銷的方式，而使劇裝設計師多少會受到一些限制。

劇裝設計成本在表演藝術花費當中占了很重要的品項，除了量身訂做劇服配件，也需要配合戲劇演出的時間，做固定的演出，如果表演節目需要全球巡迴，則運送劇服也是相當重要的規劃。
最早的劇裝設計已不可考，主要有古希臘文明中出土的戲劇面具與劇本，可看出當時劇裝設計發展的刻劃。當表演需要更深刻，劇情也演變的越複雜，利用劇裝來引導鮮明角色呈現，也就變得更為重要了。且過去的演員經常僅由男性扮演，例如日本的能劇，有時因應戲劇內容需求，需有改變性別的裝扮，這時就要仰賴劇裝設計師的安排。此外，將年輕的演員扮老，或是時代穿梭等，這些都高度仰賴劇裝設計才能建立觀眾的認知感。
目前世界知名的劇裝設計師，可能是曾獲得奧斯卡最佳劇裝設計獎三次的美國設計師柯琳·艾特伍，她分別在2002年，2006年，2010年都獲得該獎。

## 參看
- 角色
- 場景
- 舞台

## 外部連結
- "The National Costumers Association" （页面存档备份，存于）
- "The Stagecraft Wiki" （页面存档备份，存于）
- IDD: Costume & Theatrical
- University of Washington Libraries Digital Collections - Fashion Plates （页面存档备份，存于）
- Costumes of All Nations
- Williams College Theatre Department
- "Stagelink"
- Theatre Costume and Set Design Archive at the University of Bristol Theatre Collection
- The 50 films that changed men's style
- "British Society of Theatre Designers" （页面存档备份，存于）